# Степанской, Валерий Юрьевич
Вале́рий Ю́рьевич Степанско́й (род. 18 сентября 1983 года в Дзержинске) — российский легкоатлет. Серебряный призёр Паралимпийских игр, бронзовый призёр чемпионата мира, заслуженный мастер спорта России.

## Награды и звания
- Заслуженный мастер спорта России (2001).
- Медаль ордена «За заслуги перед Отечеством» II степени (6 апреля 2002 года) — за большой вклад в развитие физической культуры и спорта, высокие спортивные достижения на XI Параолимпийских играх 2000 года в Сиднее (Австралия).[1]